# Chemin River
Chemin River är ett vattendrag i Grenada. Det ligger i den södra delen av landet, 6 km sydost om huvudstaden Saint George's. Chemin River ligger på ön Grenada.